# Prädikant

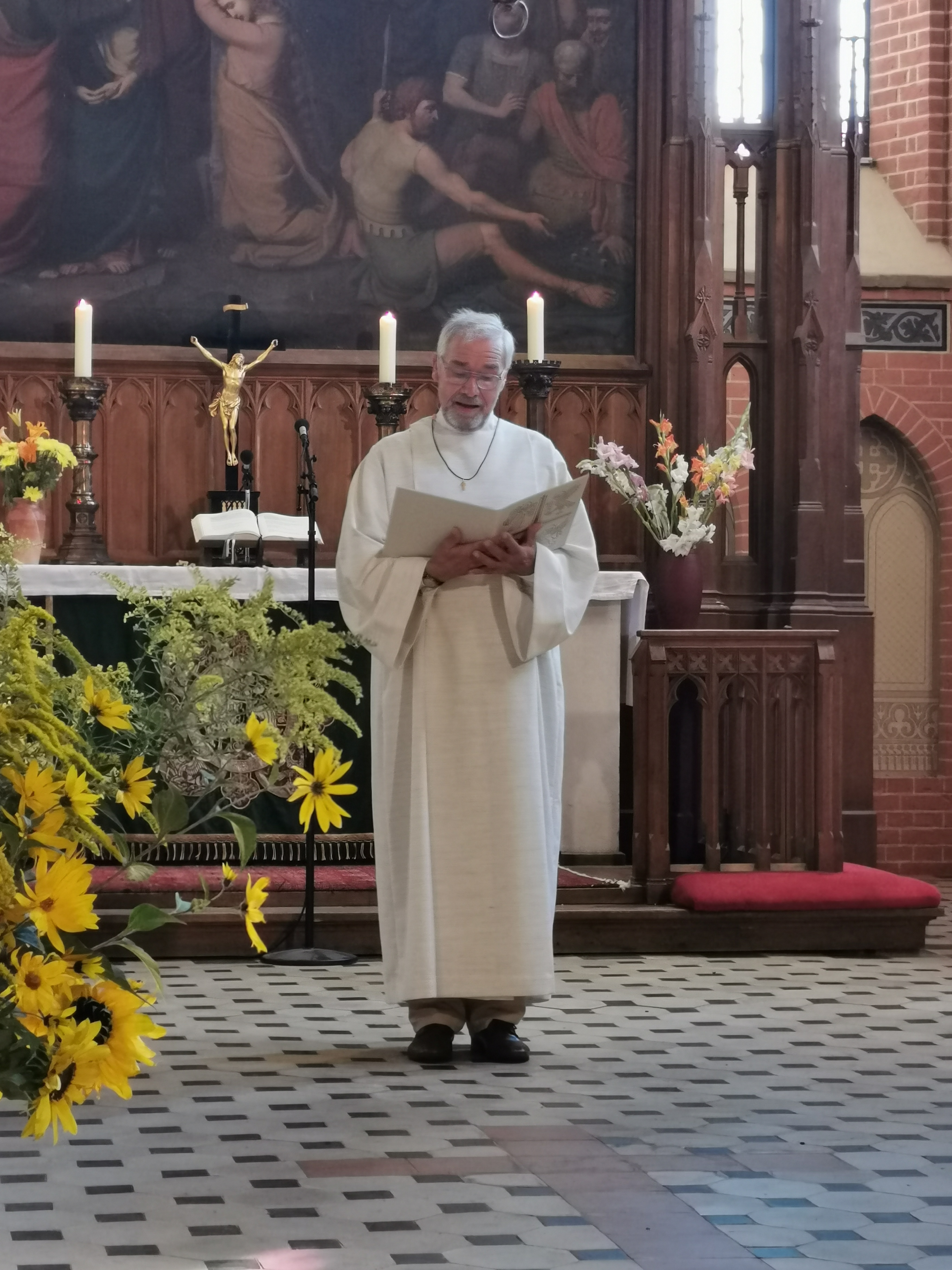
Prädikant in Plau am See

Der Prädikant (von lateinisch praedicare = predigen; abgekürzt Präd., Präd.in) ist ein ehrenamtlicher evangelischer Prediger und wird auch als Laienprediger, Ältestenprediger, Hilfsprediger oder Predigthelfer bezeichnet. Er hat eine spezielle theologische Unterrichtung durchlaufen. Prädikanten bearbeiten vorliegende oder verfassen eigene Predigten und dürfen innerhalb der evangelisch-landeskirchlichen Gemeinden frei verkündigen.

## Geschichte
Aufgrund der Struktur der Evangelischen Kirche in Deutschland ist jede Landeskirche für die Regelungen des Prädikantendienstes selbst verantwortlich. Desgleichen in der Schweiz, wo nur ein Teil der reformierten Landeskirchen den Prädikantendienst kennt. So gibt es erhebliche regionale Unterschiede hinsichtlich Ausbildung und Verankerung des Dienstes.
Das Profil der Prädikanten hat sich im Laufe der Zeit verändert. So ist die Bezeichnung Hilfsprediger noch aus den Zeiten des Zweiten Weltkriegs abgeleitet, als Pfarrfrauen und Kirchenvorsteher die fehlenden Pfarrer zeitweise ersetzen mussten. Im Zusammenhang mit der allgemeinen Aufwertung der Laien innerhalb der evangelischen Kirche wird der Prädikantendienst zunehmend im Licht des „Priestertums aller Gläubigen“ gesehen. Prädikanten können aufgrund ihrer persönlichen Geschichte und ihrer Verankerung im Berufsleben Erfahrungen in die Verkündigung einbringen, die Pfarrern nicht zur Verfügung stehen, weil deren Werdegang und Alltag ein weitgehend anderer ist. Daher sind sie nicht mehr nur Ersatz, sondern ihre Laienpredigt ist eine Ergänzung für das Gesamtbild der Verkündigung.

## Ausbildung und Bevollmächtigung
Vorgeschlagen für die Ausbildung zum Prädikanten werden Gemeindemitglieder, die bereits aktiv am Gemeindeleben teilnehmen. Träger des Vorschlags sind entweder der Kirchenvorstand der Gemeinde oder die entsprechenden Gremien des jeweiligen Kirchenkreises bzw. Dekanats.
Die Ausbildung ist in den Landeskirchen verschieden, doch gibt es gemeinsame Schwerpunkte:
- Bibelkunde, mit der die Einordnung und Auslegung (Exegese) von Bibeltexten ermöglicht werden soll
- Glaubenslehre (Dogmatik)
- Konzeption und Aufbau einer Predigt (Homiletik)
- Aufbau der Liturgie und der Sinn der einzelnen liturgischen Elemente.

Neben der theoretischen Ausbildung finden praktische Übungen statt. Soweit dies nicht in der Ausbildungsgruppe geschieht, ist jedem Auszubildenden ein Mentor zugeordnet, in der Regel der Gemeindepfarrer.
Nach erfolgreichem Abschluss der Ausbildung werden die Prädikanten von der Kirchenleitung (in einigen Landeskirchen von der jeweiligen Ortsgemeinde) beauftragt und in einem Gottesdienst in ihren Dienst eingeführt. Eine Ordination ist nur in einigen Landeskirchen Praxis. Durch die Leuenberger Konkordie wird diese Ordination zudem auch in jenen Landeskirchen anerkannt, die ihre eigenen Prädikanten nicht ordinieren.

## Dienst und Weiterbildung
Prädikanten dürfen in Absprache mit den zuständigen Gemeindepfarrern in den Gemeinden ihrer Landeskirche Gottesdienste gestalten. In der Regel werden sie in den Gemeinden ihres Kirchenbezirkes eingesetzt.
In einigen Landeskirchen werden die Prädikanten speziell in einer einzelnen Kirchengemeinde in den Dienst berufen. Zunächst ist es ihnen dann nur dort gestattet, zu predigen. Dadurch, dass andere Gemeinden diese Berufung jedoch in der Regel anerkennen, ist meist auch in diesen Fällen der Einsatz in weiteren Kirchengemeinden möglich.
Eine regelmäßige Weiterbildung wird erwartet. Diese findet zum Teil gemeindeübergreifend in speziellen Fortbildungen für Prädikanten, oftmals jedoch auch durch die Pastoren der jeweiligen Kirchengemeinde statt.

## Besonderheiten einzelner Landeskirchen

### Deutschland
Während fast alle Landeskirchen institutionell Prädikantendienst kennen, gibt es ihn mancherorts überhaupt nicht. Die Evangelisch-Lutherische Kirche in Oldenburg etwa führte in den 1970er Jahren eine Prädikantenzurüstung durch, stellte sie jedoch schnell wieder ein. In der gesamten Landeskirche dienen somit nur noch einige wenige Prädikanten, die aber nicht als solche benannt werden, sondern unter den populären Sammelbegriff „Lektorendienst“ fallen. Im Einzelnen ist nicht genau geregelt, was diese Beauftragten dienstlich tun dürfen. Während einige nur die freie Predigttätigkeit wahrnehmen, taufen andere und leiten Abendmahlsfeiern. Wieder andere sind ordiniert und damit – theologisch konsequent – gleichberechtigt den Pfarrern ins geistliche Amt der Kirche berufen. Inzwischen plant die Landeskirche, den Prädikantendienst neu einzurichten.
In der Evangelischen Kirche in Hessen und Nassau ist der zuständige Propst verantwortlich für die Ausbildung, jedoch ist sie häufig in den Dekanaten angesiedelt. Zum Abschluss der Ausbildung werden zwei selbst angefertigte Predigten beim Zentrum Verkündigung eingereicht, außerdem wird in Anwesenheit des Dekans bzw. eines Beauftragten ein Probegottesdienst abgehalten, der im Anschluss besprochen wird. Nach erfolgreichem Abschluss der Ausbildung werden die Prädikanten von der Kirchenleitung beauftragt und durch den zuständigen Propst in einem Gottesdienst in ihr Amt eingeführt. Zu dieser Einführung werden die Kirchenvorstände der Gemeinden eingeladen, aus denen die Prädikanten stammen.
In einigen Landeskirchen ist Prädikanten auch die Sakramentsverwaltung (Taufe, Abendmahl) gestattet. Sie können außerdem in besonderen Fällen ordiniert werden. In der Evangelischen Kirche im Rheinland (EKiR) und der Evangelischen Kirche Mitteldeutschland (EKM) werden Prädikanten grundsätzlich ordiniert.
In der Evangelischen Kirche von Westfalen (EKvW) trugen Prädikanten von 1969 bis 2010 die Bezeichnung „Laienprediger“. Mit Inkrafttreten des Prädikantengesetzes (PrädG) zum 1. Januar 2011 gilt nun auch hier die Bezeichnung Prädikant. Die Übertragung des Dienstes geschieht nicht durch eine Ordination, sondern durch Beauftragung. Die Ausbildung erfolgt am Institut für Aus-, Fort- und Weiterbildung der EKvW im Haus Villigst. Das Prädikantengesetz sieht zunächst nur die Wortverkündigung und Sakramentsverwaltung vor. Mit Zustimmung des Superintendenten können dem Prädikanten in Einzelfällen kirchliche Trauungen und Bestattungen übertragen werden. Über das Tragen einer Amtstracht entscheidet nach dem Prädikantengesetz das Presbyterium.
Über die Frage, ob Prädikanten ordiniert oder nur in besonderer Form beauftragt werden sollen, ist unter anderem zwischen den lutherischen Kirchen der Vereinigten Evangelisch-Lutherische Kirche Deutschlands (VELKD) und z. B. der EKiR eine Diskussion entbrannt, die auch Auswirkungen auf die Ökumene, z. B. zu den Alt-Katholiken, hat.
In der Evangelischen Kirche der Pfalz gibt es seit 1994 auch von der Landeskirche ordinierte Prediger der Gemeinschaftsverbände. Nach langen Verhandlungen wurden sie ins Prädikantengesetz eingefügt. Hintergrund ist, dass die Landeskirchlichen Gemeinschaften und Stadtmissionen zum Teil Menschen erreichen, die keine Bindung an eine örtliche Kirchengemeinde haben. Ihr evangelisches Christentum realisiert sich in den Landeskirchlichen Gemeinschaften und Stadtmissionen. Kirchenrechtlich üben ordinierte Prediger ihre Amtshandlungen im Auftrag und in Übereinstimmung mit der landeskirchlichen Ordnung aus.
Die Evangelische Kirche von Kurhessen-Waldeck hat ihr Prädikantengesetz 2006 neu gefasst. Es legt nun auch fest, dass Prädikanten in Ausübung ihres Dienstes eine liturgische Kleidung tragen. Das dafür entworfene Gewand orientiert sich an dem Talar für Pfarrer in der preußischen Form, ist aber mit einem Ausschnitt ohne Kragen versehen.
In der Evangelischen Landeskirche in Württemberg wurden Prädikanten bis zum 31. Oktober 2008 Lektoren genannt. Seitdem ist die Prädikantenordnung gültig.
Die Landessynode der Evangelischen Kirche Berlin-Brandenburg-schlesische Oberlausitz (EKBO) verabschiedete im Frühjahr 2007 ein Kirchengesetz über den Dienst von Prädikanten, in dem der Dienst geregelt und die Rechte der Prädikanten gegenüber der in der Vergangenheit praktizierten Regelungen stark eingeschränkt werden. Abweichend zu den anderen Landeskirchen wird Prädikanten nach deren in der Regel einjähriger Lektorenausbildung und anschließender 3½-jähriger wissenschaftlicher Ausbildung, die aus den Fächern Altes und Neues Testament, Kirchengeschichte, Systematische Theologie und Praktische Theologie mit Seelsorge und Homiletik besteht und mit einem Examen des Studienträgers sowie einer zusätzlichen Prüfung nach einem Aufnahmeverfahren in der Landeskirche abgeschlossen wird, ausschließlich die Berechtigung zur freien Wortverkündigung und das Leiten von Abendmahlsgottesdiensten zuerkannt. Die bisherige Beauftragung zur Sakramentsverwaltung und zur freien Wortverkündigung, die eine Berechtigung zum Halten von Kasualdiensten beinhaltete, wird jetzt kirchengesetzlich auf Ausnahmen im Einzelfall beschränkt. Das bedeutet, dass Prädikanten in der EKBO nicht mehr taufen, trauen, konfirmieren und beerdigen dürfen. Prädikanten werden örtlich und zeitlich begrenzt beauftragt, ordiniert werden sie nicht. Sie haben eine jährliche Fortbildung nachzuweisen und dürfen einen Prädikantentalar tragen. Die bisherige Genehmigung zum Tragen eines Pfarrertalars mit Beffchen wird bei Neubeauftragung nicht verlängert. Um die Rolle der ordinierten Pfarrer im Verkündigungsdienst als besonders hervorgehoben zu betonen, dürfen ab sofort nur noch diese Kasualdienste halten und die Amtstracht tragen.
In der bayerischen Landeskirche dauert die Ausbildung zum Prädikanten in der Regel zwei Jahre, davor steht eine Ausbildung zum Lektor. Man kann hier kaum noch von „Hilfspredigern“ sprechen, denn die so ausgebildeten Personen übernehmen meist Dienste, die ansonsten von Pfarrern wahrgenommen werden würden. So wird ein großer Teil der Altenheimseelsorge von Prädikanten durchgeführt.

### Schweiz
Die Evangelisch-reformierten Landeskirchen beider Appenzell, Bern-Jura-Solothurn, Solothurn, St. Gallen und Wallis kennen den Dienst der Prädikantinnen und Prädikanten. Die Zulassungsbedingungen, die Ausbildung und die rechtliche Stellung sind in jeder Landeskirche unterschiedlich geregelt.
In den Evangelisch-reformierten Landeskirchen Aargau, Basel-Landschaft, Graubünden, Schaffhausen und Thurgau werden für den Dienst die Bezeichnungen Laienpredigerin bzw. Laienprediger verwendet.
Einige Kirchen in der französischsprachigen Schweiz kennen den Dienst unter dem Namen „prédicatrices et prédicateurs laïques“. Es sind die Église Protestante de Genève, die Église réformée évangélique du canton de Neuchâtel, l’Église protestante réformée du canton de Vaud sowie die zweisprachigen Kirchen Bern-Jura-Solothurn und Wallis, die in den vergangenen Jahren für die Ausbildung verschiedene Kooperationen eingegangen sind.